# Равенсбург Тауэстарз
«Равенсбург Тауэстарз» также известная как «ЕВ Равенсбург», — немецкая профессиональная хоккейная команда, базирующаяся в Равенсбурге, один из старейших клубов страны. В настоящее время они играют в DEL2,   втором эшелоне  хоккея с шайбой в Германии.

## История
История команды началась 24 ноября 1881 года под названием «Конькобежный клуб Равенсбурга». Под своим нынешним названием клуб выступает с 2010 года.
«Равенсбург Тауэстарз» играет во втором немецком дивизионе, сегодняшнем DEL2, с сезона 2007/08. Команды проводит свои домашние матчи на 3418-местной CHG Arena. Наибольшие успехи «Равенсбург Тауэстарз» — это выигранные чемпионаты второго дивизиона в 2011 и 2019 годах. В сезоне 2010/11 «Тауэстарз» также вышли в финал Кубка DEB.
С 2019 года командой руководит известный в прошлом канадский хоккеист Ричард Черномаз, в марте 2021 года было объявлено, что по окончании сезона его заменит тренер сборной Великобритании Питер Расселл.

## Достижения
- Чемпион Оберлиги: 1967, 2007
- Чемпион 2-й Бундеслиги: 2010/11, 2018/19